# Synchroa punctata
Synchroa punctata là một loài bọ cánh cứng trong họ Synchroidae.

## Hình ảnh

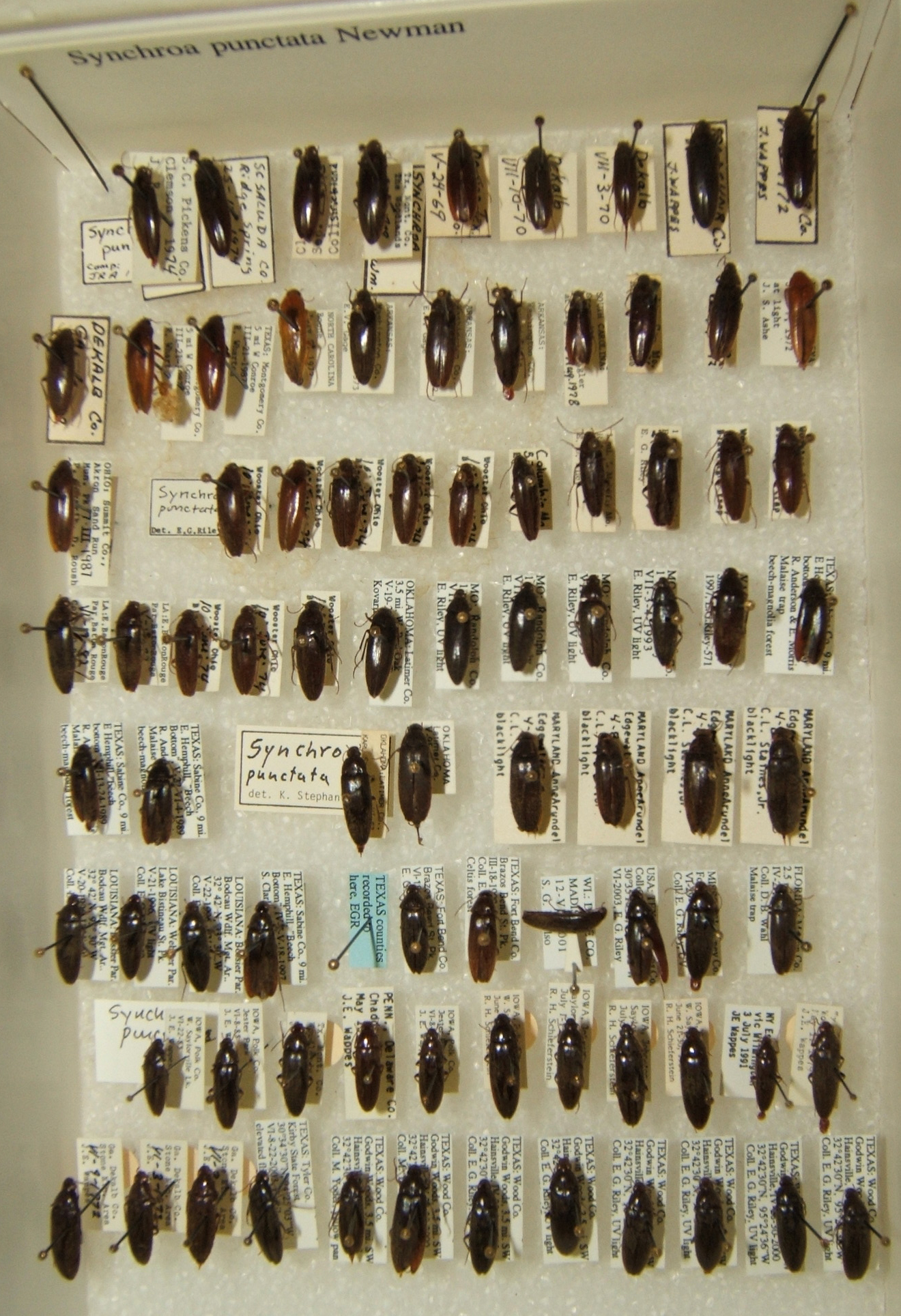
Synchroa punctata variation